# Oleria ilerda
Oleria ilerda is een vlinder uit de familie Nymphalidae. De wetenschappelijke naam van de soort is voor het eerst geldig gepubliceerd in 1853 door William Chapman Hewitson.